# Landwirtschaft Litauens

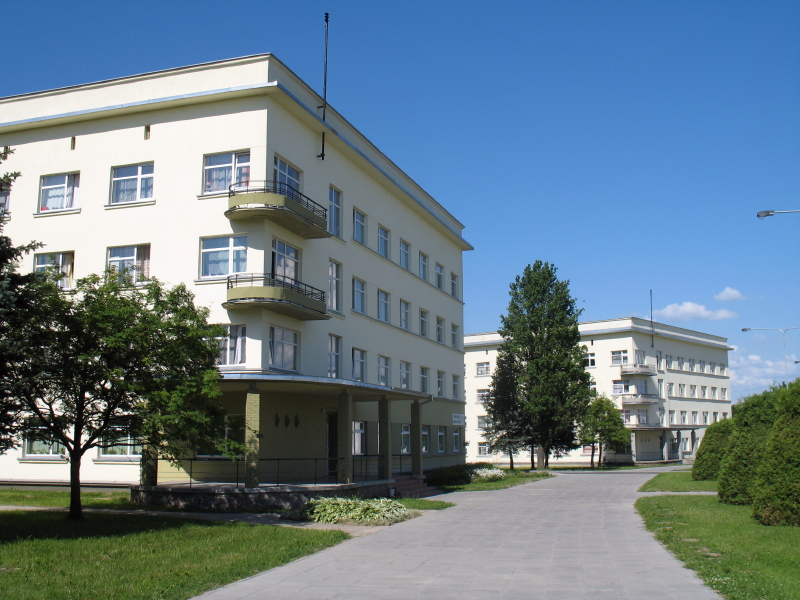
Landwirtschaftliche Universität Litauens in der Rajongemeinde Kaunas

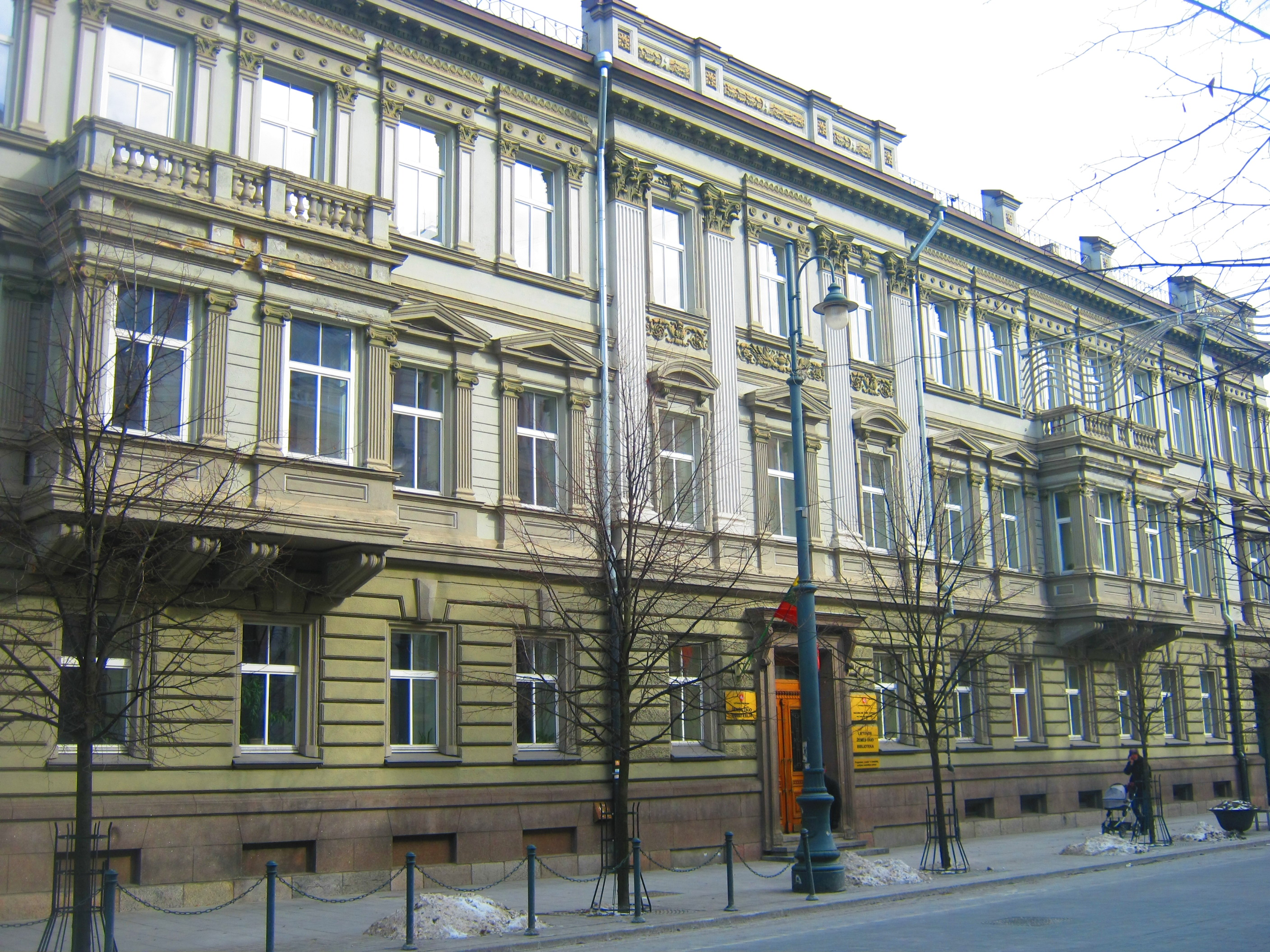
Litauische Landwirtschaftsbibliothek in Vilnius

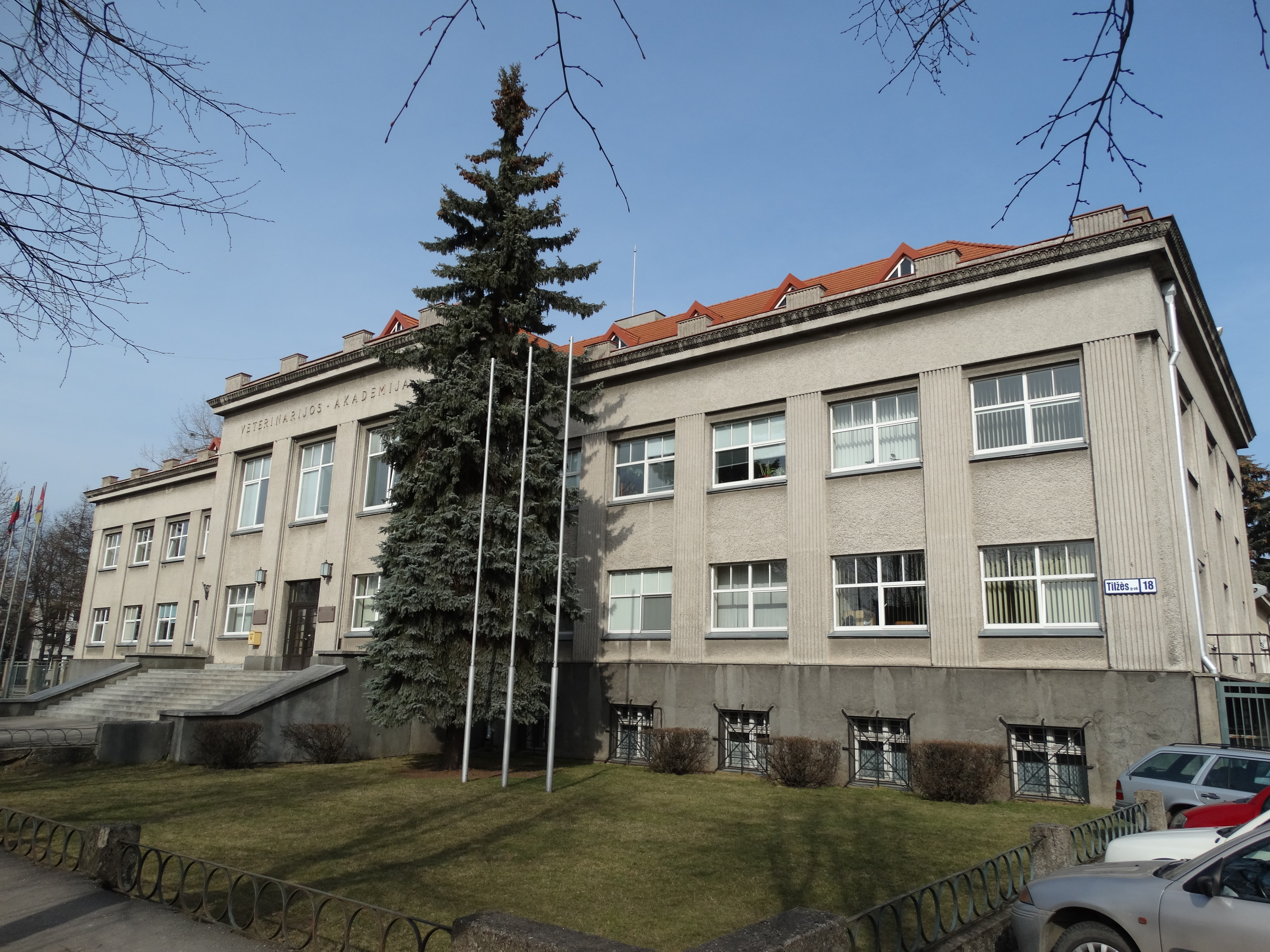
Veterinärakademie der Litauischen Universität für Gesundheitswissenschaften

Die Landwirtschaft Litauens ist ein Zweig der Wirtschaft Litauens. Für die nationale Politik ist das Landwirtschaftsministerium Litauens und für die Bodenreform das Nationale Landamt zuständig.

## Geschichte
Zwischen 1919 und 1936 fand in Litauen eine Bodenreform statt. Die Landwirtschaft war nach dem Ersten Weltkrieg der mit Abstand wichtigste Wirtschaftszweig. 79 % der Bevölkerung waren 1923 in der Landwirtschaft tätig. Die landwirtschaftlichen Flächen waren vor dem Krieg zu 10 % russisches Kronland. Zwischen 35 und 40 % der Fläche war im Besitz von Gutsbesitzern, der Rest gehörte Kleinbauern. Die Bauerngrundstücke hatten im Schnitt eine Größe von 12 bis 13 Hektar, die Güter von etwa 400 Hektar. Im Rahmen der Bodenreform wurden 745.000 Hektar landwirtschaftlicher Fläche neu verteilt. Die Größe der Güter wurde hierzu auf 80 Hektar beschränkt. 38.000 Landlose erhielten Land, hinzu kamen 26.000 Kleinbauern, die zusätzliche Flächen erhielten. Am Ende war der Anteil der Kleinbauern an der Landfläche von 60 auf 85 % gestiegen. Die Bodenreform trug dazu bei, dass der Anbau von Getreide zu Gunsten von Tierhaltung zurückging.
1923 wurde mit überschüssigem Getreide der Getreideexport gestartet. 1926 hatte Litauen 209 Wurst- und Konserven-Fabriken. 1939 produzierte man in Litauen 722.000 Tonnen Roggen, 436.000 Tonnen Hafer, 267.000. Tonnen Gerste, 260.000 Tonnen Weizen, 235.000 Tonnen Kartoffeln, 62.000 Flachs und 59.000 Tonnen Erbsen. In Litauen wurde das Litauische Weißschwein gezüchtet.

## Verbände
Nach einer Umstrukturierung der 1921 in Kaunas gegründeten Lietuvos žemės ūkio draugija (Verein für Landwirtschaft Litauens) wurde der Verband Lietūkis errichtet. Unterstützt durch die Regierung wurde Lietūkis zum größten Verband der Genossenschaften.  1927 gründete er die Zentralunion der litauischen Molkereiunternehmen  Pienocentras.

## Organisationen
- Landwirtschaftskammer der Republik Litauen
- Litauische Landwirtschaftsbibliothek

## Bildung
- Aleksandras-Stulginskis-Universität
- Veterinärakademie der Universität für Gesundheitswissenschaften Litauens
- Fakultät für Landschaftskunde des Kollegiums Kaunas
- Technikum für Hydromelioration Panevėžys

## Persönlichkeiten
- Konrad von Dressler (1885–1955), Präsident der Landwirtschaftskammer des Memellandes